# U.S. Route 63
Pour les articles homonymes, voir Route 63.
La U.S. Route 63 (US 63) est une US Route sud–nord dans le Sud et le Midwest américain. Le terminus sud de la route est à la jonction avec l'I-20 à Ruston, Louisiane et le terminus nord est à l'intersection avec la US 2 huit miles (13 km) à l'ouest d'Ashland, Wisconsin.

## Description du tracé
|       | mi       | km       |
| ----- | -------- | -------- |
| LA    | 35,40    | 56,97    |
| AR    | 340,00   | 547,20   |
| MO    | 337,75   | 543,55   |
| IA    | 237,76   | 382,63   |
| MN    | 96,48    | 155,27   |
| WI    | 238,61   | 384,38   |
| Total | 1 286,00 | 2 070,00 |

### Louisiane
La US 63 forme un multiplex avec la US 167 sur tout son trajet en Louisiane, reliant Ruston à Junction City, à la frontière avec l'Arkansas, en passant par Vienna et Bernice.

### Arkansas
La US 63 entre en Arkansas à Junction City. La route passe ensuite à l'est d'El Dorado et la US 63 se sépare de la US 167. La US 63 se dirige vers le nord-est et atteint Warren, qu'elle traverse, et se dirige vers le nord.
Elle atteint Pine Bluff et contourne le sud de la ville en multiplex avec l'I-530. Elle forme aussi un multiplex avec la US 65 et la US 79. Celui avec la US 79 se poursuit vers le nord-est jusqu'à Stuttgart. La US 63 y bifurque vers le nord jusqu'à Hazen. Au nord de la ville, la US 63 se joint à l'I-40 jusqu'à Brinkley. Là, elle forme un multiplex avec la US 49 vers le nord jusqu'à Jonesboro. La US 63 y quitte la US 49 et suit l'I-555 jusqu'au terminus de celle-ci à l'ouest de Jonesboro. La US 63 continue le tracé de l'autoroute, contourne Bono et atteint Hoxie. Elle y croise la US 67 (Future I-57) et, au nord-ouest, forme un multiplex avec la US 412. Elle se dirige vers le nord-ouest jusqu'à Hardy, où les routes se séparent et que la US 63 se dirige vers le nord. Elle atteint Mammoth Spring, à la frontière avec le Missouri.

### Missouri
La route traverse le Missouri du sud au nord. Elle passe par Rolla, Jefferson City, Columbia, Moberly, Macon et Kirksville. Elle rencontre la US 60 dans le comté de Howell, l'I-44 à Rolla, la US 50, avec laquelle elle forme un multiplex à Jefferson City, la US 54, avec laquelle elle forme un multiplex à Jefferson City, l'I-70 à Columbia, la US 24 à Moberly, la US 36 à Macon et la US 136 à Lancaster.

### Iowa
La US 63 entre en Iowa au sud-ouest de Bloomfield. Elle se dirige vers le nord et atteint Ottumwa. Elle traverse la rivière Des Moines et la suit vers le nord-ouest en passant par Eddyville et Oskaloosa, où elle bifurque vers le nord. Elle passe par Montezuma, Tama, Tolèdo, Waterloo et New Hampton avant de poursuite son trajet vers le nord, jusqu'à Chester, où elle atteint la frontière avec le Minnesota.

### Minnesota
La US 63 entre au Minnesota au sud de Spring Valley. Après avoir croisé l'I-90 au sud de Rochester, la US 63 dessert l'aéroport local et croise la US 52. La US 63 est une voie rapide et des projets existent pour l'améliorer en autoroute entre Stewartville et l'échangeur avec la US 52. La US 63 contourne ensuite Rochester en multiplex avec la US 52 et la US 14. Au nord de la ville, elle se sépare de la US 52 et se dirige vers le nord-est jusqu'à Lake City, sur la rive du fleuve Mississippi. Dans cette ville, elle bifurque vers le nord-ouest en longeant le fleuve et en formant un multiplex avec la US 61 jusqu'à Red Wing. Là, elle traverse le Mississippi et entre au Wisconsin.

### Wisconsin
La US 63 entre au Wisconsin au sud de Hager City. Elle se dirige vers le nord et passe par Ellsworth, Lawton et Baldwin, où elle croise l'I-94. Elle continue son trajet vers le nord et le nord-est en passant par Clear Lake, Turtle Lake, Cumberland, Spooner, Hayward et Mason. À environ huit miles (13 km) à l'ouest d'Ashland, la US 63 prend fin alors qu'elle rencontre la US 2.

## Intersections majeures
Louisiane
 I-20 / US 167 à Ruston. La US 63 / US 167 forment un multiplex jusqu'à El Dorado, Arkansas.
Arkansas
 US 82 à El Dorado
 US 278 à Warren
 I-530 / US 65 / US 79 à Pine Bluff. L'I-530 / US 63 / US 65 forment un multiplex dans la ville. La US 63 / US 79 forment un multiplex jusqu'à Stuttgart.
 US 425 à Pine Bluff
 US 165 à Stuttgart
 US 70 à Hazen. Les routes forment un multiplex dans la ville.
 I-40 à Hazen. Les routes forment un multiplex jusqu'à Brinkley.
 US 49 à Brinkley. Les routes forment un multiplex jusqu'à Jonesboro.
 US 64 à Fair Oaks
 I-555 à Jonesboro. Les routes forment un multiplex dans la ville.
 Future I-57 / US 67 à Walnut Ridge. Les routes forment un multiplex jusqu'à Hoxie.
 US 412 au sud-est de Portia. Les routes forment un multiplex jusqu'à Hardy.
 US 62 à Imboden. Les routes forment un multiplex jusqu'à Hardy.
Missouri
 US 160 à West Plains. Les routes forment un multiplex dans la ville.
 US 60 au sud-est de Willow Springs. Les routes forment un multiplex jusqu'au sud-est de Cabool.
 I-44 à Rolla
 US 50 au nord de Westphalia. Les routes forment un multiplex jusqu'à Jefferson City.
 US 54 à Jefferson City. Les routes forment un multiplex dans la ville.
 I-70 / US 40 à Columbia
 US 24 à Moberly
 US 36 à Macon
 US 136 au sud-est de Glenwood. Les routes forment un multiplex jusqu'à Lancaster.
Iowa
 US 34 à Ottumwa. Les routes forment un multiplex jusqu'à l'est d'Ottumwa.
 I-80 au sud de Malcom
 US 6 au nord de Malcom. Les routes forment un multiplex jusqu'au nord-ouest de Malcom.
 US 30 à Toledo
 US 20 à Waterloo
 US 218 à Waterloo.
 US 18 à l'ouest de Fredericksburg. Les routes forment un multiplex jusqu'à New Hampton.
Minnesota
 I-90 à Stewartville
 US 52 à Rochester. Les routes forment un multiplex jusqu'au nord-ouest de la ville.
 US 14 à Rochester. Les routes forment un multiplex dans la ville.
 US 61 à Lake City. Les routes forment un multiplex jusqu'à Red Wing.
Wisconsin
 US 10 à l'ouest d'Ellsworth. Les routes forment un multiplex jusqu'à l'est d'Ellsworth.
 I-94 à Baldwin
 US 12 à Baldwin. Les routes forment un multiplex dans le village.
 US 8 à Turtle Lake. Les routes forment un multiplex dans le village.
 US 53 au nord-est de Spooner. Les routes forment un multiplex jusqu'à Trego.
 US 2 à l'ouest d'Ashland